# Jézabel
Pour les articles homonymes, voir Jézabel (homonymie).
Jézabel (en hébreu : איזבל (Jézabel), Izével, Izável, ʾÎzéḇel, ʾÎzāḇel) est une princesse phénicienne, fille d'Ithobaal Ier, roi de Tyr et de Sidon. Elle est l'épouse du roi d'Israël Achab qui règne de 874 à 853 av. J.-C.
L'histoire de Jézabel est narrée dans la Bible, aux Premier et Second Livres des Rois de l'Ancien Testament. Épouse du roi, elle y est présentée comme une étrangère vicieuse et malfaisante qui incite le roi et le peuple à se détourner de l'Éternel. Sa mort est épouvantable : après celle d'Achab, elle est défenestrée et dévorée par des chiens. Racine en fait, dans sa tragédie Athalie, la mère de son héroïne.
Un autre personnage du nom de Jézabel, présenté de façon tout aussi repoussante, est cité dans le Nouveau Testament, dans le Livre de l'Apocalypse, 2, 20 à 23.

## Sources bibliques

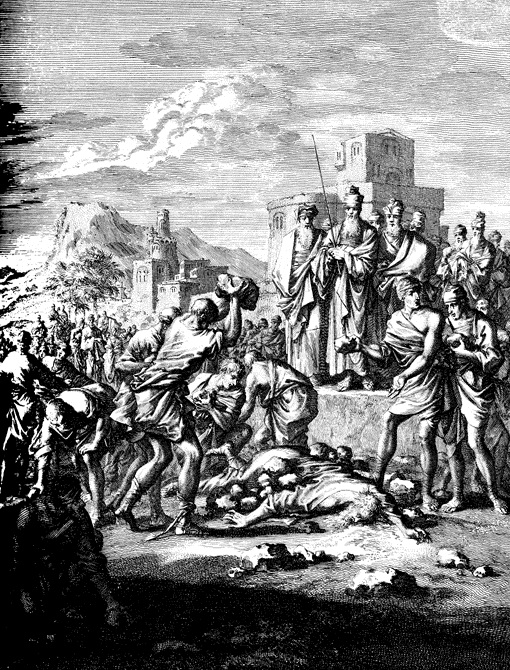
Gravure de cuivre de l'execution de Naboth.

### Ancien Testament
L'histoire de Jézabel est narrée dans les Livres des Rois I et II :
Épouse d'Achab, elle introduit dans le royaume de Samarie le culte du dieu Baal et d'Astarté. Elle persécute la religion des Juifs. Elle s'efforce de faire mettre à mort le prophète Élie qui s'oppose à elle.
Elle pousse son époux Achab à la tyrannie. Elle accuse Naboth à tort et le fait mettre à mort pour s'emparer de sa petite vigne. Après le meurtre de Naboth, Dieu charge Élie de frapper Achab et Jézabel d'une mort violente. Mais Achab éprouve des remords ; Dieu renonce à le punir mais annonce qu'il fera venir le malheur sur la maison de son fils.
Après la mort d'Achab, Jézabel continue de régner avec ses fils Ochozias, puis Joram. Chargé par le prophète Élisée d'accomplir les vengeances divines, Jéhu détrône et tue Joram, puis fait jeter Jézabel par une fenêtre du palais et le corps de la reine est dévoré par des chiens, ce qui réalise la prophétie d'Élie.

### Nouveau Testament
L'Apocalypse, dernier livre du Nouveau Testament, dans les chapitres 1 et 2 des « Lettres aux sept Églises qui sont en Asie », appelle Jézabel une femme malfaisante et prophétesse de malheur : elle enseigne et égare les serviteurs de Jésus-Christ pour qu'ils « se livrent à l’impudicité et qu’ils mangent des viandes sacrifiées aux idoles », pratiques auparavant reprochées aux nicolaïtes.

## Source historique présumée
Il existe un sceau d'une Jézabel de cette époque, cité par l'égyptologue Kenneth Anderson Kitchen dans son livre On the Reliability of the Old Testament, qui pourrait être celui du personnage de la Bible.

## Dans les arts

### Peinture et gravure

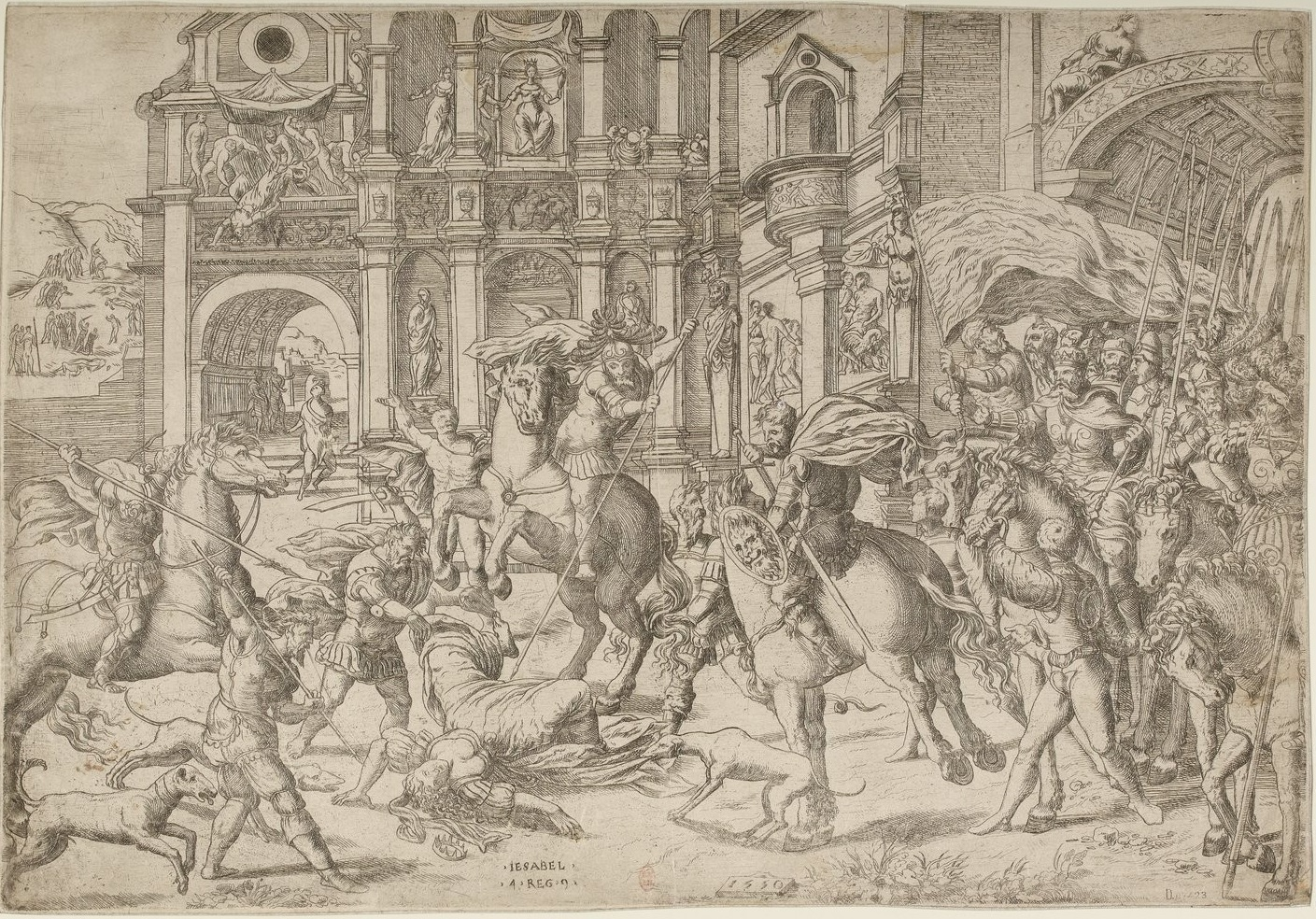
Le meurtre de Jézabel, gravure anonyme d'un membre de l'École de Fontainebleau (1550).
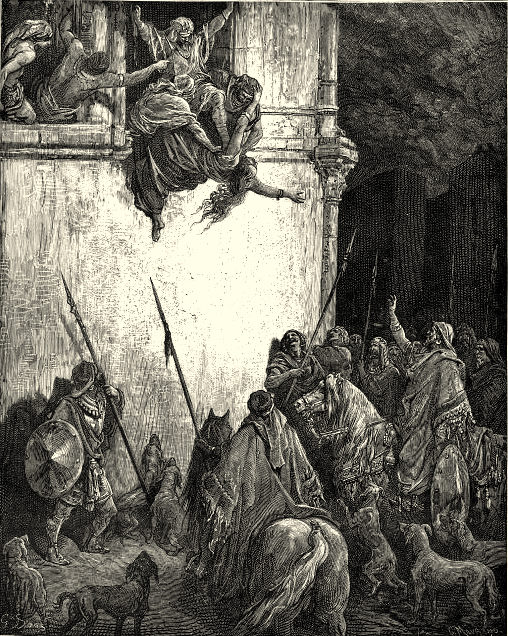
La mort de Jézabel, gravure de Gustave Doré (1866).
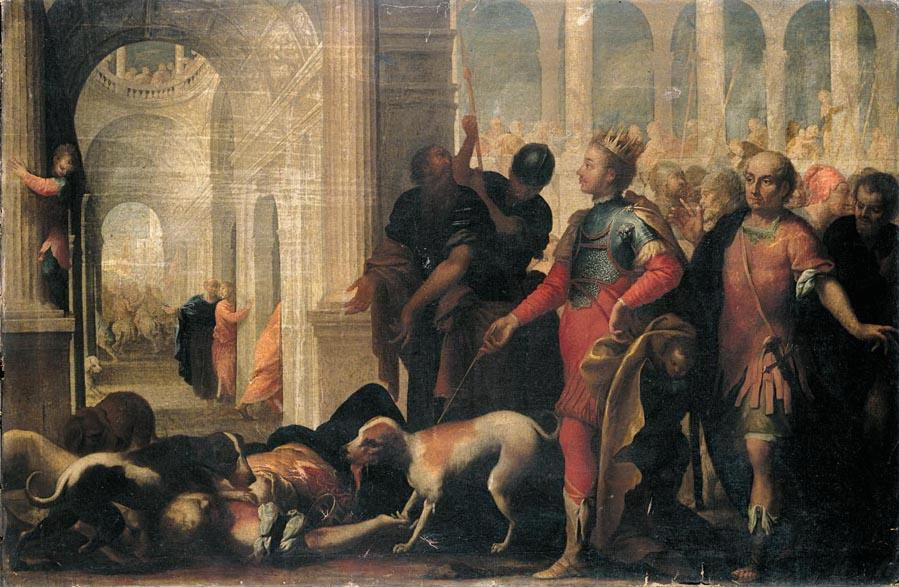
Punition de la reine Jézabel par Jéhu, tableau d'Andrea Celesti (2e moitié de xviie siècle).

### Installation
Jézabel figure parmi les 1 038 femmes référencées dans l'installation The Dinner Party (1979) de Judy Chicago. Son nom y est associé à Judith,.

### Littérature
- Agrippa d'Aubigné, Les Tragiques, 1615 ;
- Jean Racine, Athalie, 1681 : le personnage éponyme, reine de Juda, est présentée (d'après Flavius Josèphe et Bossuet) comme la fille de Jézabel, héritière de son ambition et de sa haine contre les prophètes ; elle est obsédée par la mort tragique de sa mère qui lui apparaît dans le « songe d'Athalie »[3] ;
- Irène Némirovsky, Jézabel, 1936 ;
- Isaac Asimov, Les Cavernes d'acier, 1954 : l'épouse du détective Elijah Baley (forme anglaise du prénom Élie) se prénomme Jezebel et cultive une identification fantasmée avec le personnage biblique de ce nom[4] ;
- Alan Gold, Jézabel, 2001 (édition Michel Lafon).
- Seuls, 2015, Jézabel est évoquée dans le tome 9, personnage à venir
- Jean Anouilh, Jézabel, titre d'une pièce de théâtre faisant partie de ses Nouvelles pièces noires.

### Cinéma
- Le rôle de Jézabel est interprété par Bette Davis dans Jezebel (1938).
- Le rôle de Jézabel est interprété par Paulette Goddard dans Sins of Jezebel (1953).
- On retrouve une interprétation de Jézabel joué par Elizabeth Pena dans L'échelle de Jacob
- La figure de Jézabel est réinterprétée de façon moderne dans le drame français La Mante religieuse (film, 2014) de Natalie Saracco. Elle prête également son nom à l'héroïne du film, interprétée par Mylène Jampanoï.

### Musique
- Gerry Boulet, Jézabel (paroles de Denise Boucher), 1994
- Harry Styles, Little Freak, 2022
- Ghost, Respite on the Spitalfields, 2022
- Kanye West, Closed On Sunday, 2019
- The Jezabels, groupe de rock australien
- Mireille Mathieu, Jezabel
- Sade - Jezebel
- Charles Aznavour- Jezebel
- Dario Moreno - Jezebel
- Edith Piaf - Jezebel
- Franckie Laine - Jezebel
- Gov't Mule - Slackjaw Jezebel
- Depeche Mode - Jezebel (sur l'album Sounds of the universe)
- The Rasmus - Jezebel
- Malfunkshun - Jezebel Woman
- Acid Bath - Jezebel

### Danse
- Cherish Menzo, Jezebel, 2019. Solo de danse contemporaine.